# Ivan Golac (nogometaš, 1950.)
Ivan Golac (Koprivnica, 15. lipnja 1950.) je poznati srbijanski nogometaš i trener, rođenjem iz Hrvatske. Igrao je na mjestu braniča. Najpoznatiji je kao igrač i trener beogradskog Partizana. 
U Ujedinjenom ga se Kraljevstvu pamti kao jednog od prvih inozemnih igrača koji je igrao na otoku. Igrao je za Southampton, s kojim je došao do završnice Liga kupa 1979. godine. Poslije je bio trenerom Dundee Uniteda s kojim je osvojio škotski kup 1994. godine.

## Igračka karijera
Rodio se je u Koprivnici u Hrvatskoj. Otac mu je bio vojnik u Titovoj gardi. S 12 se je godina odselio u Beograd gdje je trenirao u pionirima i kadetima Partizana. Poslije je zaigrao u prvoj momčadi. Za Partizan je zaigrao 350 puta, osvojivši dva naslova prvaka, 1975./76. i 1977./78. godine. U tom je vremenu zaigrao je jednu i jedinu utakmicu za Jugoslaviju, protiv Alžira.